# Tai Nua

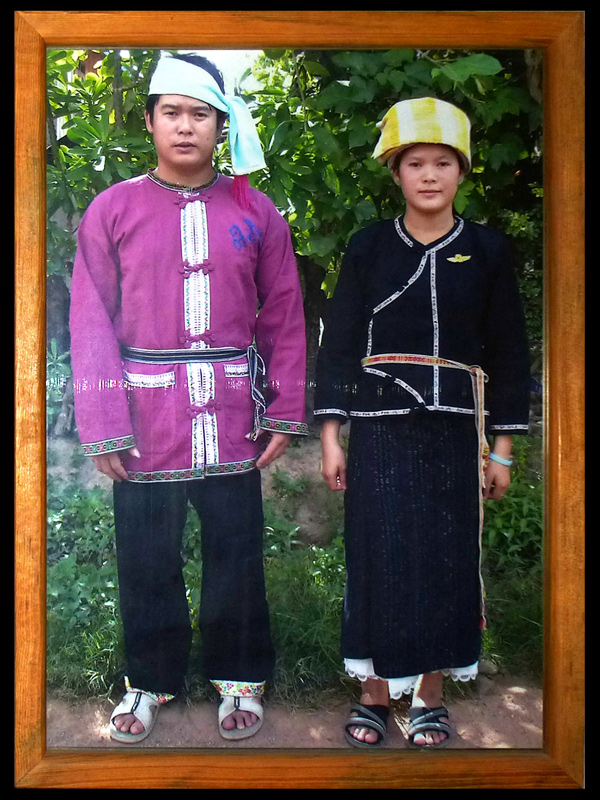
Người Thái Na ở Muang Sing, Luangnamtha, Lào

Người Thái Na hay Tai Neua，(chữ Thái Na: ᥖᥭᥰᥖᥬᥳᥑᥨᥒᥰ) là một thành viên trong nhóm Các sắc tộc Thái ở Đông Nam Á, có vùng cư trú truyền thống ở Trung Quốc, Myanmar, Lào, Thái Lan, Việt Nam, và một số đã di cư sang Hoa Kỳ. Tuy nhiên, có hai nhóm sắc tộc Thái khác nhau được gọi là Thái Na, một ở Trung Quốc và Myanmar, nhóm kia ở Lào.
Ngày nay dân số Thái Na khoảng 700.000 người. Trong đó hầu hết người Tai Nua sống ở Trung Quốc, theo Tổng điều tra dân số năm 2001 là khoảng 540.000 người.

## Tên gọi
Tai Nua còn được viết là Tai Neua, Tai Nüa, Dai Nua, và có khi là Tai Nau. Tại Trung Quốc họ còn được gọi là người Thái Đức Hoành (tiếng Trung: 德宏傣族; Hán-Việt: Đức Hoành Thái tộc; bính âm: Dé hóng dǎizú) hay người Shan Trung Quốc.
Từ Nua (tiếng Thái: เหนือ) trong ngôn ngữ Thái có nghĩa là "phía bắc" và được người Thái sử dụng để chỉ các nhóm Tai khác sống ở phía bắc . Tai Nua có nghĩa là "Tai Bắc". Tuy nhiên, việc gọi tên người Thái có thể gây nhầm lẫn; một số ấn phẩm cũng có thể sử dụng Dai Kong, Dai Loe, Tai Mao và những tên khác, cũng như có hai nhóm người Thái khác nhau đều được gọi là Tai Nua.

## Văn hoá
Người Thái Na có văn hóa, truyền thống, ngôn ngữ và văn học riêng. Trong số nhiều lễ hội của họ có Tết "Jin Leun Sam", thường rơi vào ngày đầu tiên của tháng 3 âm lịch. Lễ mừng năm mới được coi là một lễ hội rất quan trọng trong truyền thống của người Tai Neua. Những người sống bên ngoài quê hương sẽ trở về để ăn mừng với gia đình và bạn bè.
Thái Kịch (傣剧) được phân loại là một dạng "kịch dân tộc thiểu số" (tiếng Trung: 少数民族戏曲; Hán-Việt: Thiểu số dân tộc hý khúc; bính âm: Shǎoshù mínzú xìqǔ), phổ biến nhất ở Đức Hoành, cũng như ở Bảo Sơn lân cận, cả hai tỉnh ở cực tây tỉnh Vân Nam, giáp với các bang Kachin và Shan của Miến Điện. Nó kết hợp âm nhạc và điệu múa truyền thống của người Thái Na với những câu chuyện được rút ra từ những bài thơ dài (tiếng Trung: 叙事长诗; Hán-Việt: tự sự trường thi; bính âm: Xùshì zhǎng shī) và những câu chuyện dân gian (thường là từ truyền thống đạo Phật), pha trộn với các yếu tố bắt nguồn từ truyền thống sân khấu Trung Quốc bao gồm Điền kịch (滇剧, tức Kinh kịch Vân Nam), Kinh kịch , và bì ảnh hý (皮影戏, kịch rối bóng). Thể loại này bắt nguồn từ cuối triều đại nhà Thanh, khi các nghệ sĩ và trí thức truyền thống dân tộc Thái Na làm việc để chuyển thể các kịch bản từ kinh kịch Bắc Kinh, kinh kịch Tứ Xuyên và Điền kịch sang tiếng Thái Na, tạo ra một hình thức sân khấu mới cho người Thái Na thưởng thức.

## Trang phục
Đàn ông Thái Na ở Đức Hoành thường mặc áo sơ mi không cổ có hai hàng ngực và quần ống dài có màu đồng nhất, chủ yếu là màu trắng, be, xanh lam và xanh ngọc. Trong những năm gần đây, áo sơ mi ngắn tay hoặc tay hẹp có cổ hai hàng khuy hoặc áo rộng đã xuất hiện, khăn quàng cổ chủ yếu có màu đỏ, hồng và xanh lá cây. Trang phục nam của người Thái Na ở Đức Hoành tương đối giản đơn để làm ruộng và lao động, và họ có thể trông khỏe khoắn và duyên dáng khi khiêu vũ.
Phụ nữ thường dùng dây đỏ kết thành bím quanh đỉnh đầu, sau đó trang trí bằng hoa, đồ trang sức bằng vàng và bạc, mặc áo cánh dài tay và ngắn tay, không cổ, bó sát người. Họ thường mặc quần đen thay cho váy ống, đeo một chiếc tạp dề thêu nhỏ quanh eo, thậm chí có người còn đội khăn choàng sặc sỡ, trông đặc biệt duyên dáng.
Phụ nữ sau khi lấy chồng sẽ đội một chiếc mũ hình ống bằng vải đen, viền mũ trang trí bằng dây lụa xanh. Phần trên đổi thành áo hai dây, phần dưới biến thành xà cạp, chủ yếu làm bằng vải xanh, dài từ đầu gối đến bàn chân đều bằng vải xanh, vừa tiện lợi cho lao động, vừa trang trọng, đẹp mắt. Áo khoác của phụ nữ lớn tuổi thường rộng rãi hơn và có màu sắc trang nhã hơn, chủ yếu là màu đen.
Ở Mang, Đức Hoành, Lũng Xuyên và những nơi khác, phụ nữ Thái Na sẽ mặc trang phục trong các lễ hội hay dịp đặc biệt, thông thường, phần trên cơ thể là một chiếc áo rộng tay có tua rua làm bằng sa tanh màu hồng, một đôi ống tay áo được che phủ ở khuỷu tay, và ống tay áo được làm bằng sa tanh màu đỏ tươi, trang trí bằng sa tanh đen và thêu bằng chỉ vàng màu ở giữa. Tà váy dưới bằng lụa tơ tằm, có nhiều màu xanh, vàng, đỏ, bên hông thêu hoa văn bằng vàng. Họ đi những đôi giày thêu bằng sa tanh màu đỏ hoặc xanh, mũi cong lên thành hình thuyền, gót thấp và bằng, kiểu dáng có phần giống với dép hiện đại. Loại trang phục này ban đầu chỉ được phép mặc bởi những phụ nữ quyền quý, sau đó nó trở nên phổ biến trong dân chúng, với sự phát triển của xã hội, loại trang phục truyền thống này tương đối hiếm.

## Ngôn ngữ
Người Thái Na nói tiếng Thái Na, ngôn ngữ thuộc Ngữ chi Thái trong Hệ ngôn ngữ Tai-Kadai.
Chữ viết của họ là chữ Tai Le, hoặc chữ Thái Đức Hoành được sử dụng ở Vân Nam, Trung Quốc.
Tuy nhiên, người Thái Na của tỉnh Houaphan ở Lào nói một phương ngữ khác với tiếng Thái Na vùng Vân Nam và Myanmar. Người Thái Na Vân Nam nói một phương ngữ Thái Na Tây Nam, trong khi tại Houaphan, Lào có các đặc trưng Thái Na Bắc.
| Bảng Unicode Tai Le Official Unicode Consortium code chart: Tai Le Version 13.0 |   |   |   |   |   |   |   |   |   |   |   |   |   |   |   |   |
|                                                                                 | 0 | 1 | 2 | 3 | 4 | 5 | 6 | 7 | 8 | 9 | A | B | C | D | E | F |
| U+195x                                                                          | ᥐ | ᥑ | ᥒ | ᥓ | ᥔ | ᥕ | ᥖ | ᥗ | ᥘ | ᥙ | ᥚ | ᥛ | ᥜ | ᥝ | ᥞ | ᥟ |
| U+196x                                                                          | ᥠ | ᥡ | ᥢ | ᥣ | ᥤ | ᥥ | ᥦ | ᥧ | ᥨ | ᥩ | ᥪ | ᥫ | ᥬ | ᥭ |   |   |
| U+197x                                                                          | ᥰ | ᥱ | ᥲ | ᥳ | ᥴ |   |   |   |   |   |   |   |   |   |   |   |